# Gulvingad brokvireo
Gulvingad brokvireo (Pteruthius flaviscapis) är en fågel i familjen vireor inom ordningen tättingar.

## Utseende och läte
Gulvingad brokvireo är en satt, medelstor tätting. Hanen är mörkbrun ovan och vit under, med en tydlig gul vingpanel och ett lysande vitt ögonbrynsstreck. Honan är mattare färgad, med gråaktig ovansida, olivgula vingar och ett svagare vitt ögonbrynsstreck. Sången är en gladlynt men anspråkslös serie med tre till fem toner, i engelsk litteratur återgiven som "wi-chew-chew" or "wi-chew-ba-chew-ba".

## Utbredning och systematik
Fågeln förekommer i höglänta områden på Java. Den behandlas som monotypisk, det vill säga att den inte delas in i några underarter.

### Familjetillhörighet
Brokvireorna i Pteruthius kallades tidigare broktimalior och placerades just helt okontroversiellt i familjen timalior. DNA-studier visade dock mycket förvånande att dessa asiatiska fåglar i själva verket är närbesläktade med de amerikanska vireorna (Vireonidae) och inkluderas därför numera i den familjen.

## Levnadssätt
Gulvingad brokvireo hittas i bergsskogar, där den hoppar runt i trädens övre delar och plockar insekter från lövverket. Ibland slår den följe med artblandade kringvandrande flockar.

## Status och hot
Arten har ett stort utbredningsområde, men tros minska i antal, dock inte tillräckligt kraftigt för att den ska betraktas som hotad. Internationella naturvårdsunionen IUCN listar därför arten som livskraftig (LC).